# バレーボールチェコ男子代表
バレーボールチェコ男子代表（バレーボールチェコ だんしだいひょう）は、バレーボールの国際大会で編成されるチェコの男子バレーボールナショナルチームである。
本項では1992年までのチェコスロバキアも一緒に扱う。

## 歴史
1947年に国際バレーボール連盟へ加盟。
チェコスロバキア時代は、ソビエト連邦と並ぶ世界屈指の強豪国として活躍。第1回大会の1948年欧州選手権で優勝、翌1949年、第1回世界選手権の開催地となり、銀メダルを獲得した。1956年大会と1966年大会では金メダルに輝いた。初めてバレーボールが公式競技に採用された1964年東京オリンピックでも銀メダルを獲得、1968年メキシコオリンピックでは銅メダルを獲得した。
1993年にスロバキアと分離し、チェコとなってからはタイトル獲得はないものの、2009年7月時点でFIVBランキング27位でありながら、熾烈な欧州大陸予選を勝ち抜き、2010年世界選手権の出場権を獲得するなど、かつての強豪国の底力を見せている。

## 過去の成績

### オリンピックの成績
| - 1964年 - 銀メダル - 1968年 - 銅メダル - 1972年 - 6位 - 1976年 - 5位 - 1980年 - 8位 - 1984年 - 不出場 - 1988年 - 不出場 | - 1992年 - 不出場 - 1996年 - 不出場 - 2000年 - 不出場 - 2004年 - 不出場 - 2008年 - 予選敗退 - 2012年 - 最終予選敗退 - 2016年 - 予選敗退 | - 2020年 - 欧州予選敗退 |

### 世界選手権の成績
| - 1949年 - 銀メダル - 1952年 - 銀メダル - 1956年 - 金メダル - 1960年 - 銀メダル - 1962年 - 銀メダル - 1966年 - 金メダル - 1970年 - 4位 | - 1974年 - 5位 - 1978年 - 5位 - 1982年 - 9位 - 1986年 - 8位 - 1990年 - 9位 - 1994年 - 不出場 - 1998年 - 21位 | - 2002年 - 13位 - 2006年 - 13位 - 2010年 - 10位 - 2014年 - 不出場 - 2018年 - 不出場 - 2022年 - 不出場 |  |

### ワールドカップの成績
- 1965年 - 3位
- 1969年 - 5位
- 1985年 - 3位

### 欧州選手権の成績
| - 1948年 - 優勝 - 1950年 - 準優勝 - 1955年 - 優勝 - 1958年 - 優勝 - 1963年 - 5位 - 1967年 - 準優勝 - 1971年 - 準優勝 - 1975年 - 6位 - 1977年 - 6位 - 1979年 - 6位 - 1981年 - 4位 | - 1983年 - 5位 - 1985年 - 準優勝 - 1987年 - 6位 - 1991年 - 12位 - 1993年 - 8位 - 1995年 - 9位 - 1997年 - 6位 - 1999年 - 4位 - 2001年 - 4位 - 2003年 - 11位 - 2005年 - 9位 | - 2007年 - 予選敗退 - 2009年 - 16位 - 2011年 - 10位 - 2013年 - 16位 - 2015年 - 13位 - 2017年 - 7位 - 2019年 - 13位 - 2021年 - 8位 - 2023年 - 12位 |